# 军家话
军家话，或称军话、军声，是散布于中國南方的廣東、海南、廣西、福建以及臺灣桃園市等地具有方言岛性质的官話方言，现在大约有几十万人使用。一般认为是南方漢語言区包围下的方言岛。他们与明代卫所裡的军户关系密切而得名。军话是濒危的漢語變體。

## 特徵
军话多源于明清两朝的移民，移民有军事、政治、经济等种种缘由，多由军事移民形成。明朝的卫所军事制度具有屯垦、世袭的性质。双方言或多方言在讲军话的族群里是普遍现象，即对内说军话，对外说其他方言。军事移民的另一种情况是居民为躲避战乱而大批迁移。政治移民包括政治迫害、官吏贬谪、罪犯流放。军话隨著卫所的北方軍人流戍江南而傳播，以官話为基本音，融合了粤语、闽南语、客家语等多种漢語變體。明朝初期在这些军队里可能提倡过使用“通语”，经过六百多年的演变，各地军话亦略有差别。
如广东平海，每一代人说的军声都不太相似，现在的青年大部分外出学习工作，接触到更多的是普通话或客家语，因此他们的军声会包含更多的普通话或客家语。
海南约有10万人使用，主要分布在三亚、昌江、儋州、东方、临高等县市的部分地区。

## 分布
目前已知的军话，主要散布于闽、浙、粤、琼、桂等地，数量约二十種，使用人口共二十多万。

### 明代形成的军话
- 安徽祁门军话，主要分布在祁门县赤岭、安凌、雷湖三个乡的部分村庄，使用人口约4000人。居民大多是明永乐二年（1404）迁来的。因为祖先是军人，故称自己所说的话是“军话”或“兵话”。

- 浙江慈溪观城燕话，又称“卫里话”或“城里话”，分布于慈溪市观城镇城内。观城本名“观海卫”（现已恢复旧名），于明洪武十九年（1386）奏定建卫，翌年筑城凿池，成为沿海军事重镇。其间曾调福建福宁卫军士戍守，燕话即由福宁卫官兵带来并流传下来。

- 浙江象山爵溪所里话，又称“城里话”，分布于象山县爵溪镇城内，使用人口约9500人。明洪武三十年（1397）置爵溪千户所，翌年筑城捍守，属昌国卫。

- 浙江苍南金乡军话，分布于苍南县金乡镇城内，使用人口约2万，城外及周围地区则说“蛮话”（属闽东方言）和闽南话。明太祖朱元璋为抵抗倭寇侵扰，命信国公汤和在此筑城置卫（即金乡卫），金乡话就是驻城御倭的官兵流传下来的。

- 浙江苍南蒲壮所城城里话，分布于苍南县蒲城乡蒲城城内，使用人口约三四千，蒲城城外及周围地区说闽南话。蒲城旧称“蒲门”，明洪武十七年（1384），信国公汤和奉命主持筑蒲门、壮士两座千户所城，属金乡卫。洪武二十年（1387）二月，二所城建成。明隆庆二年（1568），壮士所与蒲门所合并，改名蒲壮所。蒲城话应该是当时守军后裔所说的话。

- 福建武平军家话，分布于武平县中山镇，使用人口约9000人。据《武平县志》（民国本），明洪武二十年（1387），武平谢仕贞率众起义，汀州卫指挥黄敏提兵剿捕。洪武二十四年（1391），明政府在此筑所城，即武平千户所。武平军家话的形成是由武所军籍的留驻造成的。

- 福建南平土官话，分布于南平市区梅山一带及周围部分乡镇，使用人口约2万。明正统十三年（1448）二月，沙县爆发了邓茂七起义，起义被镇压之后，京营官兵大多囤驻南平，后即在此定居。京营官兵的北方话与当地方言逐渐融合，形成了有别于周围方言的“土官话”。南平官话与江淮官话有较多的联系。

- 广东平海军话，也称“军声”，分布于惠东平海镇的大部分，东和乡洞上村、舍背村，径口乡径口村、大水坑村，佛元乡佛岭村、佛元村、麦园村、大林村，六乡奎坑村。共约两万人。除平海镇外，讲军声的还有邻镇港口埔顶村的几百居民， 他们都是从平海迁过去的。

- 广东海丰龙吟塘军话，分布在海丰县平东镇龙吟塘村，有约四百人。明代卫所制度，海丰因扼惠潮官道，为粤东海防重地，在境内设置了碣石卫和海丰千户所、捷胜千户所、甲子千户所，因此带来了属于北方的屯军文化。

- 广东陆丰坎石潭军话，分布在陆丰市大安区东七乡坎石潭村，只有五百多人讲这种话。

- 广东陆丰青塘军话，分布在陆丰市大安区坎石潭村对面的西南区青塘乡、河西区新陆乡大埔村和溪云乡安安村（马鞍山）、两军村、安云村（良军）等地，共约一万人。青塘军话在海外也有使用者。
  - 台湾水流军话，桃园县新屋乡赤栏村的水流军话，目前只有当地罗姓家族中的老年层在使用，而当地主要通行的是海陆片客家话，所以军话的使用只限于家族互动之间。罗姓家族是从广东省陆丰县石堆头迁徙来的，石堆头就是现在陆丰县西南镇的青塘地区。

- 海南三亚崖城军话，分布于崖城镇宁远河以北城西的西关、西元、崖城的遵一村、遵二村、崖城一队、崖城二队，东关市、城东马站。共约一万人。水南高山村（独村）有五、六百人讲十所军话。

- 海南儋州军话，分布于儋州市的中和镇、那大镇、王五、长坡、海头、木棠等墟之内，共约四万人。（木棠軍話、中和軍話、王五軍話）

- 海南东方军话，分布于东方市罗带乡的罗带、十所、福久、那悦、小岭、大坡田、红兴、下名山、上名山、青山，八所镇的八所、居龙、大砖坡、福耀、皇宁、蒲草三家乡的乐安、岭村、官田。（八所軍話、十所軍話）

- 海南昌江军话，分布于昌江的昌化镇及昌城乡的部分村落、乌烈镇的大部分村落。东方及昌江讲军话的共约六万人。（昌城軍話、烏烈軍話）

- 海南临高军话

- 广东深圳大鹏千音，分布于深圳市大鹏镇鹏城村（明代“大鹏守御千户所”所在地）及香港東平洲及汀角村。大鹏守御千户所置于明洪武十四年（1381年），洪武二十七年（1394）始筑城。大鹏话的形成应该是由大鹏守御千户所的设置造成的。深圳市大鹏半岛使用的大鵬話属此类。

- 广东洞冠水军声，又叫连南军声或阳山军声，主要分布于粤北洞冠水流域的连南瑶族自治县寨岗镇和阳山县黎埠镇的少数村落。洪武廿四年至廿九年（1391－1396）调清远卫连州守御千户所第二百户所。永乐二年（1404）连州千户所奉命令，军队就地屯田，分为户村、酒楼、马槽等六屯。那些明朝从珠三角调入洞冠水流域的军队落后裔成为洞冠水流域的“本地人”，分布在三个地方合称三所，黎埠军声，一所在阳山县黎埠镇墟南；寨岗军声，二所在军洞，又名马槽屯，今连南寨岗镇；三所军声，三所在七拱镇三所村，今阳山县北面。[2]

- 广东河源田心屯军声，主要分布于龙川县通衢镇华城村，洪武二十三年（1390），龙川县境内设田心、岭西、上莒、兴隆、白芒、马塘等六处军屯。[3]

- 广东电白旧时正话，分布于广东电白县中部山村，使用人口6100多。旧时正话原是“神电卫”这个军事城池和县治驻地使用的方言，所以又叫“城话”。神电卫始建于明洪武二十七年（1394），明成化三年（1467）电白县移治于神电卫。清雍正三年（1725）撤神电卫及所属千户所，原卫所官兵俱归附近州县管理。外逃的居民和被遣散的官兵仍然操正话，正话也随之散布县内各地，流传至今。

- 广西钦州正话，又称钦州正或正话，钦州市还有大约9500人左右讲钦州正，主要分布在龙门港镇的东村和北村，黄屋屯、大寺、沙掉、久隆等乡镇小部分村落也有分布，约七千多人，据钦州市志记载，还有零星散居于其他乡镇的部分居民。如久隆镇沙田村的上东坝、下东坝和高桥村的李星坪；大寺镇天安村的榃伦、松柏，屯强村的马岗、屯公和大寺镇大寺村的屯合；大垌镇平辽村、黄屋屯镇金竹村大埠；沙埠镇田寮村鹧鸪田等，使用人口约两千多人。钦州正曾经是地方标准语，直到解放初期的私塾先生都用软州正做工作语言，各地的道公、师公做法事念唱时也大多用钦州正他们的祖先据说是清初从北方及福建等地来镇守龙门岛的军人及其家属。

- 广西合浦军话，包括永安军话、沙尾村军话和海战村军话等（2万人）。洪武二十七年（1394年），朝廷处于防备倭寇的军事需要，将永安守御千户所由石康县（县治在今石康镇）的安仁里迁至同县的海岸乡，永安村因此得名，永安军话也由此而来。合浦县军话主要分布在山口镇的永安村、山南村、山东村，沙田镇的沙田村以及白沙镇的沙尾村、那江村。山口镇的山西村、丹兜村、高坡村、新圩村、山口村，沙田镇的上新村、淡水村以及白沙镇的和荣村、那潭村、东海村则有少量说军话的人群。另外，营盘镇青山头村也有军话的分布。而白沙镇良港村、兴港镇斑鸠冲村过去曾有使用军话的人群，现在的情况则不太清楚。沙田镇海战村、对达村的军话使用情况则存疑，有待继续调查。合浦县其他说军话的村落都分布在永安周围，很明显他们的祖先是从永安迁徙出来的。青山头村离永安村较远，说军话人群的祖先系由白沙镇沙尾村迁出，以周姓人为主，每年仍回沙尾祭祖。

- 山东荣成语音较特别的成山卫方言和靖海卫方言。此两种方言历来认为系明代设卫所以来，南北外地遣派来此之官兵及家属后裔形成的。从而形成了今境内东北角成山卫区域的城厢话和西南角靖海卫区域的西南卫话。在明清设置保留卫所制度的300多年中，成山卫官兵以南直（今江苏、安徽一带）为主；靖海卫官兵以北直（今河北一带）及蒙古降将为主。

- 广西南宁周边的军话，史书记载明朝初年，广西在桂林、南宁、柳州、梧州、宁明县等地设立卫所，其中的南宁卫底下有7个千户所，后来分拨到太平、武缘等地，武缘也就是如今的南宁武鸣区，因此武鸣的城厢镇、府城镇还有不少说武鸣军话的居民。另外，马山军话分布在马山镇的金钗镇，宾阳军话分布在宾阳县的芦圩镇、邹圩镇，上林军话分布在上林县的大丰镇，邕宁区、罗城、融水、来宾、平果、宜州等部分地区，这些地方还有不少人在说军话。南宁市区中明朝卫所的军士，驻扎在下廓街一带，由于官话在民间仅流行于下廓街以及近邻的草鞋街（现中山路南段）、火烧地（现邕江宾馆周围）、黄泥街(今南国街)、保爱路一带，故又称为下廓街官话。融安军话潭头乡杨家庄，据说从富川迁移而来，当地有300多人说这种军，语音上跟桂柳话基本相同，但词汇夹杂了不少粤方言和土拐话词汇。各地军话接近桂林话但不相同，它还夹杂了白话、平话还有壮话等方言，所处语言环境不同，各地军话有不少差别。

- 广西贺州贺街官话。也称“正字”，主要分布在八步镇、贺街镇、南乡龙水金矿，其他乡镇也有少量的分布。贺街官话主要是明朝由江苏省、山东省到贺街戍边而落籍的官兵传入的，其他乡镇的官话是后来到八步经商或从事手工业的商人传入的。

- 湖南堡城军话，又叫茶陵军话，分布于郴州宜章下乡的笆篱堡、白沙圩、关西圩一带。另外，东风、天塘、莽山等乡讲的土话。明朝调遣宜章戍卫的官兵所使用的，明朝洪武年以来宜章三堡-栗源堡、黄沙堡和笆篱堡，作为军事重镇在宜章南部，这些军官士兵主要来自当时的茶陵卫，据《宜章县志》记载来到后便驻扎在了宜章的栗源、黄沙和笆篱等地，所操用是的茶陵官话。

- 喇叭苗话，喇叭苗人是明初调北征南战争时期以“戍兵屯田”的方式陆续进入贵州的湖广兵士的后裔，目前总人口约20万，主要聚居于北盘江上游两岸的晴隆县、普安县、六枝、水城、盘州市交界地带。西南官话包围下的军话方言岛，也属于少数民族所说的汉语。它有广义和狭义之分，狭义的被当地人称为“土话”，可归入湘语娄邵片，目前已处于瀕危状态；广义的喇叭苗人话还包括当地人称的“客话”，是喇叭苗人与外界进行交流时使用的一种杂有“土话”成分的西南官话。

### 清代形成的军话
- 山东青州北城话，分布于青州市（原益都县）北城满族村，是由清朝驻防青州的旗兵及其眷属带来并保存下来的，当地人又称之为“北城腔”、“满族话”或“满族腔”。《清史稿》（130卷3870页）载，雍正八年（1730）设青州驻防。

- 湖北荆州城东边腔，是由清朝驻防荆州的旗兵及眷属带来并保存下来的。清光绪六年《荆州府志》卷八载，清康熙二十二年满洲八旗兵镇守荆州等处。

- 湖南城步长安营话，通行于横岭乡（今长安营乡和岩寨乡）。长安民多由各省各县移入，因该地旧为营地，所有巡检、游击、千总、把总、弁兵等，均为外地人，而籍其地者，故成一种会合。乾隆八年，清政府在此筑长安城，随之而建的有游击署、守备署等十余所军政机构。

- 福建长乐旗下话，也叫京都话，分布于长乐县城关镇琴江满族村，是雍正年间到闽江口驻扎的水师旗营官兵带来的。这些官兵及眷属多来自今辽东的三韩、铁岭一带。

- 福建浦城正字话，分布于浦城县盘亭乡深坑村，与浙江江山市二十八都村毗邻。浦城的“正字话”以深坑为准。相传是清同治（1862—1874年）间，京官来此任游击所传。

- “廿八都官话”，廿八都地居浙江省衢州市仙霞岭高山深谷之中，地处浙西、福建和江西的交界处，当地人也叫“正字”，通行于整个廿八都。有一种说法是，清初在仙霞关和枫岭关之间设立“浙闽枫岭营”，游击衙门设在廿八都，“官话”就是驻扎廿八都的守关清军的通用语，“官话”是关外口音，因此也称“关话”，俗称“廿八都腔”。

### 腳註
1. ↑  #丘学强（2005）
2. ↑  #邹晓玲（2011）
3. ↑  #刘立恒（2021）

### 文獻
- 丘学强. . 北京: 中国社会科学出版社. 2005.10. ISBN 978-7-5004-5142-6.
- 丘学强.  (博士论文). 暨南大学. 2002.
- 吴伟军.  (博士论文). 陕西师范大学. 2017.
- 潘家懿. . 方言. 1998, (1).
- 黄晓东. . 语言教学与研究. 2007, (3).
- 陆天桥. . 广西民族研究. 2009, (3).
- 丘学强、汪洁. . 惠东文艺. 2011, (2).
- 邹晓玲. . 文化遗产. 2011, (2).
- 丁沾沾. . 文化遗产. 2017, (2).
- 刘立恒. . 南方语言学. 2021, (19).

## 外部連結
- 武所军家话探秘
- 客家地区武平县的“军家话”
- 台粵兩地軍話的調查研究 （页面存档备份，存于）
- 官话方言